# Ксеньєвське міське поселення
Ксе́ньєвське міське поселення (рос. Ксеньевское городское поселение) — міське поселення у складі Могочинського району Забайкальського краю Росії.
Адміністративний центр — селище міського типу Ксеньєвка.

## Населення
Населення міського поселення становить 2960 осіб (2019; 3423 у 2010, 4092 у 2002).

## Склад
До складу міського поселення входять:
| Населений пункт                 | Населення, осіб (2002) | Населення, осіб (2010) |
| ------------------------------- | ---------------------- | ---------------------- |
| Горький, селище                 | 1                      | 0                      |
| Ітака, селище міського типу     | 451                    | 356                    |
| Кендагіри, селище               | 69                     | 41                     |
| Кислий Ключ, селище             | 75                     | 46                     |
| Ксеньєвка, селище міського типу | 3496                   | 2980                   |